# Фрейре, Мануэль
Мануэль Альберто Фрейре де Андраде-и-Армихо, 1-й маркиз де Сан Марсиаль (исп. Manuel Alberto Freire de Andrade y Armijo, I marqués de San Marcial; 4 ноября 1767 — 7 марта 1835) — испанский военный деятель, офицер кавалерии и затем генерал, участник Пиренейских и Наполеоновских войн.

## Биография
Родился в семье кавалериста из Галисии. Был зачислен в Алькантарский кавалерийский полк, где служил его отец, ещё в 3-летнем возрасте, к 1780 году стал ординарным кадетом. В своём первом сражении участвовал 15 мая 1793 года, следующие два года провёл в сражениях в Каталонии и Руссильоне (в ходе Пиренейских войн), к 1795 году дослужившись до ротмистра, к 1796 году — до сержант-майора. С 1801 года командовал экскадроном, принимал участие в боевых действиях против Португалии.
В 1807—1814 годах участвовал во многих сражениях на Пиренейском полуострове против французских наполеоновских войск: с 1807 года в звании полковника командовал добровольческим кавалерийским полком в Мадриде, в 1809 году был произведён сначала в бригадиры, а 26 июля того же года, после битвы при Талавере-де-ла-Рейна, когда он одним полком сумел прикрыть отступление целой испанской армии, — в фельдмаршалы. С 1810 года командовал кавалерийским корпусом. В 1810—1812 годах сражался в Мурсии, Валенсии и Галисии, был произведён в генералы и с 12 августа 1813 года был главнокомандующим 4-й армии в Галисии, заменив генерала Костаньоса. 31 августа 1813 года был награждён орденом св. Фердинанда за разгром французских войск в битве при Сан-Марсиаль. Участвовал также в битве при Нивеле 10 ноября того же года и тяжёлой для испанцев битве при Тулузе в 1814 году. После окончания Наполеоновских войн не ушёл в отставку и в 1815 году был назначен начальником штаба сухопутных войск в Восточных Пиренеях. В 1820 году подавлял восстание в Севилье. В 1833 году возглавил Верховный военный совет. Скончался от пневмонии.
Опубликовал несколько сочинений, в том числе руководство по кавалерийской тактике в 1813 году и ряд воспоминаний о войнах, в которых участвовал.